# 바쉐론 콘스탄틴
바쉐론 콘스탄틴(프랑스어: Vacheron Constantin 바슈롱 콩스탕탱[*] [va.ʃə.rɔ̃ kɔ̃s.tɑ̃.tɛ̃])은 스위스 제네바에 본사를 둔 세계 3대 명문 시계 제조사이다. 1755년 설립되었다.

## 역사

### 바쉐론 콘스탄틴의 역사

장마르크 바슈롱

1755년 장마르크 바슈롱(프랑스어: Jean-Marc Vacheron)이라는 시계공이 오늘날까지도 고급 시계업의 본거지로 잘 알려진 스위스 제네바 중심에 작업장을 설립, 같은 해 그의 시계 제조 노하우를 전수하기 위한 공식 견습생을 고용한 것이 바쉐론 콘스탄틴의 시작이다.
1819년, 설립자의 손자인 자크바르텔레미 바슈롱(프랑스어: Jacques-Barthélémy Vacheron)이 사업가인 프랑수아 콩스탕탱(프랑스어: François Constantin)을 영입하게 되었다. 그는 수십 년간 유럽 전역을 여행하며 새로운 시장을 개척하고 매뉴팩처의 기술력과 독창성을 더욱 많은 지역에 선보였다. 이러한 긴 여정 끝에 브랜드는 바쉐론 콘스탄틴이라는 이름으로 정착하였다.

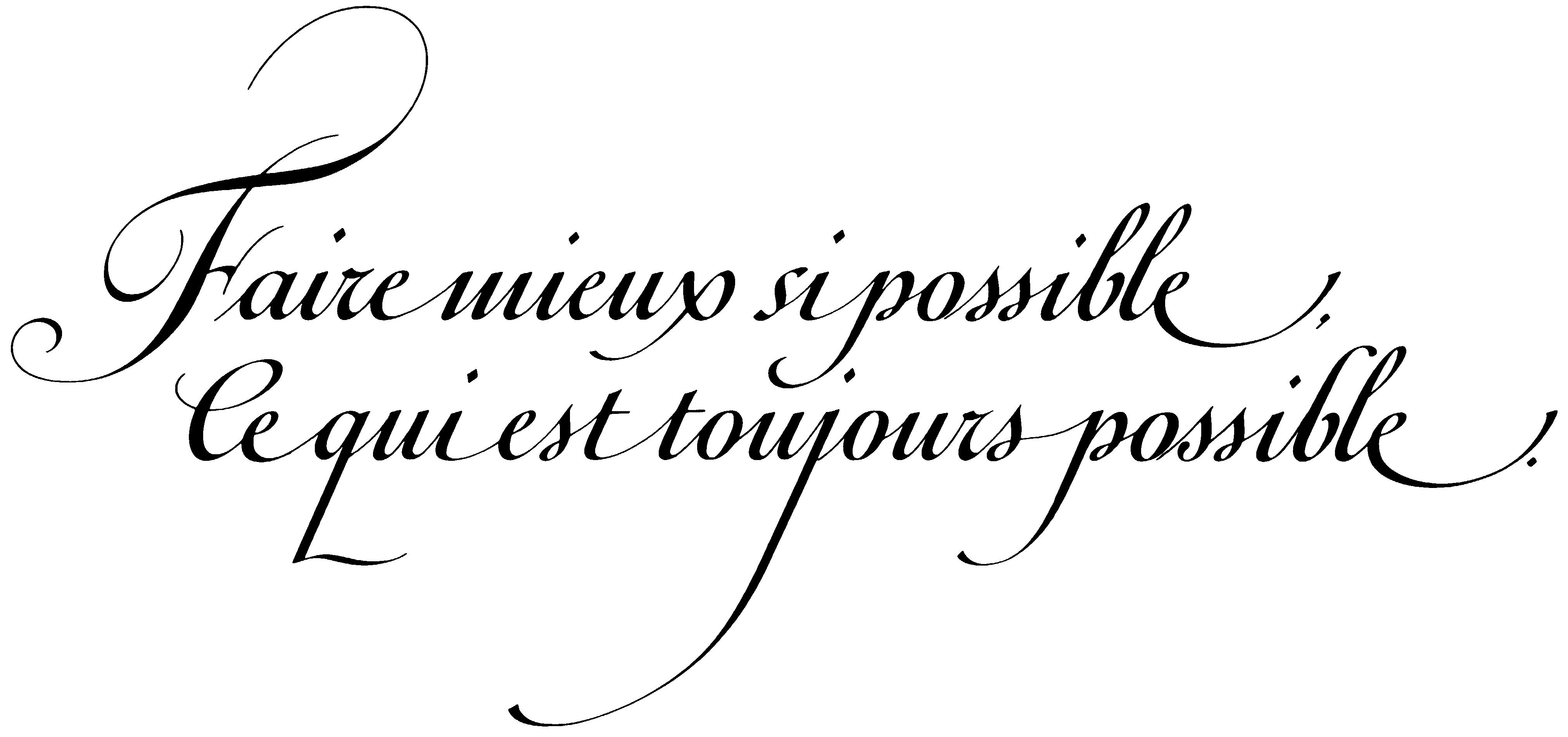
«가능한 한 더욱 잘하라, 그것은 언제나 가능하다.» 1819년, 프랑수아 콩스탕탱

산업 시대가 도래하면서 바쉐론 콘스탄틴은 더욱 번성하였다. 특히 1839년 메종은 워치메이킹 역사에 커다란 획을 그었다.당시 메종의 기술총괄 담당자였던 조르주오귀스트 레쇼(프랑스어: Georges-Auguste Leschot)가 세계 최초로 시계의 핵심 부품을 규격화하여 완벽에 가까운 정확도로 재생산하는 팬토그라프라는 기계를 발명했기 때문이다. 팬토그라프의 도입과 함께 바쉐론 콘스탄틴은 세계 제조 및 생산에 혁신을 가져왔으며 시계의 품질도 덩달아 올라갔다.
1880년 바쉐론 콘스탄틴은 공식적으로 몰타 십자가를 메종의 로고로 도입하였다. 배럴에 부착된 시계 부품에서 이름을 따 온 몰타 십자가는 메인 스프링 안에서 탄성을 조정하는 십자가 모양의 부품으로 시계의 정확도에 관여하는 핵심적인 기능을 한다.

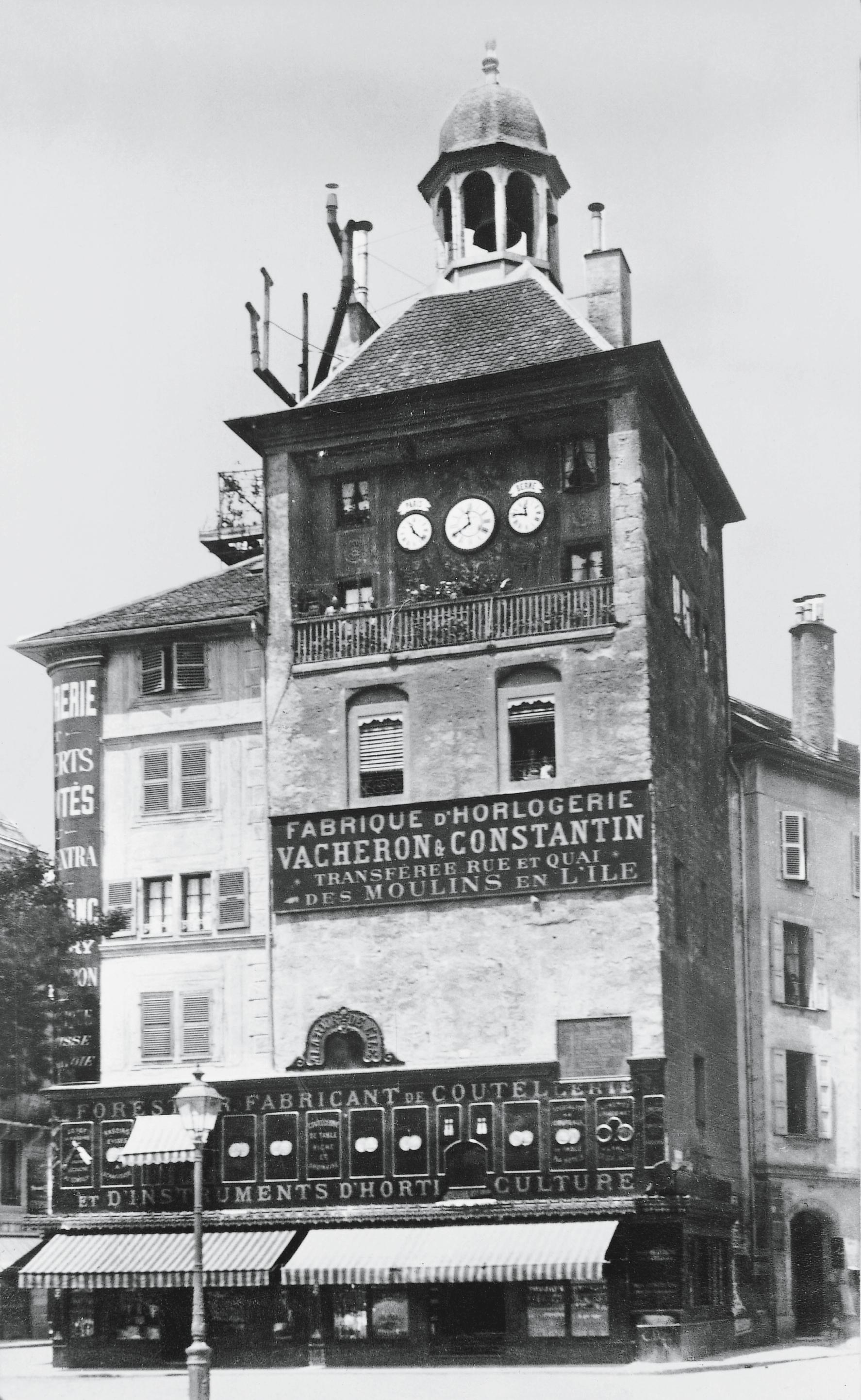
1843 13세기 에몽 드 그랑송(Aymon de Granson) 주교에 의해 건축된 제네바의 유서 깊은 탑 투르 드 릴(Tour de l'ile)로 이전한 메종

1890년대 들어서 바쉐론 콘스탄틴은 스위스 박람회와 밀라노 박람회 등 다양한 국제 박람회에서 연달아 대상을 수상하고 정밀한 그랜드 컴플리케이션 워치 제작 기술로 세계 신기록을 수립하는 등과 동시에 많은 특허를 획득하였다. 1906년에는 릴 거리에 새 부티크를 오픈하였다.
20세기를 거치면서고 바쉐론 콘스탄틴은 명맥의 끊김이나 변함 없이 계속되었다. 1920년대 메종은 이집트의 왕 푸아드 1세, 제임스 워드 패커드 등 왕가나 귀족, 시계 수집가의 주문으로 특별하게 제작된 시계들을 선보이며 많은 고객을 확보하였다. 또한 그들을 위한 시계 제조 예술을 이어왔다.
1819년 프랑수아 콩스탕탱이 자크바르텔레미 바슈롱에게 보낸 편지에 나온 말을 모토로 삼고 있다.
 가능한 한 더욱 잘하라, 그것은 언제나 가능하다.

 — 프랑수아 콩스탕탱, 1819년
Faire mieux si possible, ce qui est toujours possible.
 — François Constantin, 1819

### 애호가
바쉐론 콘스탄틴은 스위스 고급 워치메이커 전문 소유주인 리치몬트 그룹 소속이며 프랑스 나폴레옹 1세, 해리트루먼 대통령, 교황 비오11세, 다이애나 비, 대한제국 순종 황제, 박중양 조선귀족 백작, 장택상 총리, 자크 마이어 로스차일드 등이 애용했던 시계로도 유명하다.
바쉐론 콘스탄틴은 창립 이후 단 한 번도 끊인 적 없이 역사를 이어온 세계에서 가장 오래된 시계 브랜드다. 부품들마저 수공으로 처리하는, 완성도 높은 독창적인 공정으로 유명하다. 모든 제작 과정이 숙련된 장인들의 100% 수작업으로 이루어지기에 1년에 약 2만 개 정도 소량 생산된다.

## 매뉴팩처
2004년 제네바 근처의 플랑 레 콰트(프랑스어: Plan-les Quates)로 바쉐론 콘스탄틴의 매뉴팩처를 이전했다. 관리, 디자인, 연구개발, 헤리티지, 고객 서비스, 복원 및 교육 부서로 이루어져 있으며, 제품 제작은 조정, 케이싱 작업, 컴플리케이션, 크로노그래프-투르비용, 그랜드 컴플리케이션, 메티에 다르, 캐비노티에, 검사 및 인증을 담당하는 각각의 공방에서 이루어진다. 프랑스계 스위스인 건축가 베르나르 추미(프랑스어: Bernard Tschumi)가 설계했다.